# تپه بحرین
تپه حسینعلی یکدانگ مربوط به قرون اولیه اسلامی است و در شهرستان دورود، کوی کارمندان واقع شده و این اثر در تاریخ ۸ بهمن ۱۳۸۵ با شمارهٔ ثبت ۱۷۰۹۷ به عنوان یکی از آثار ملی ایران به ثبت رسیده است.